# Sedimentazione

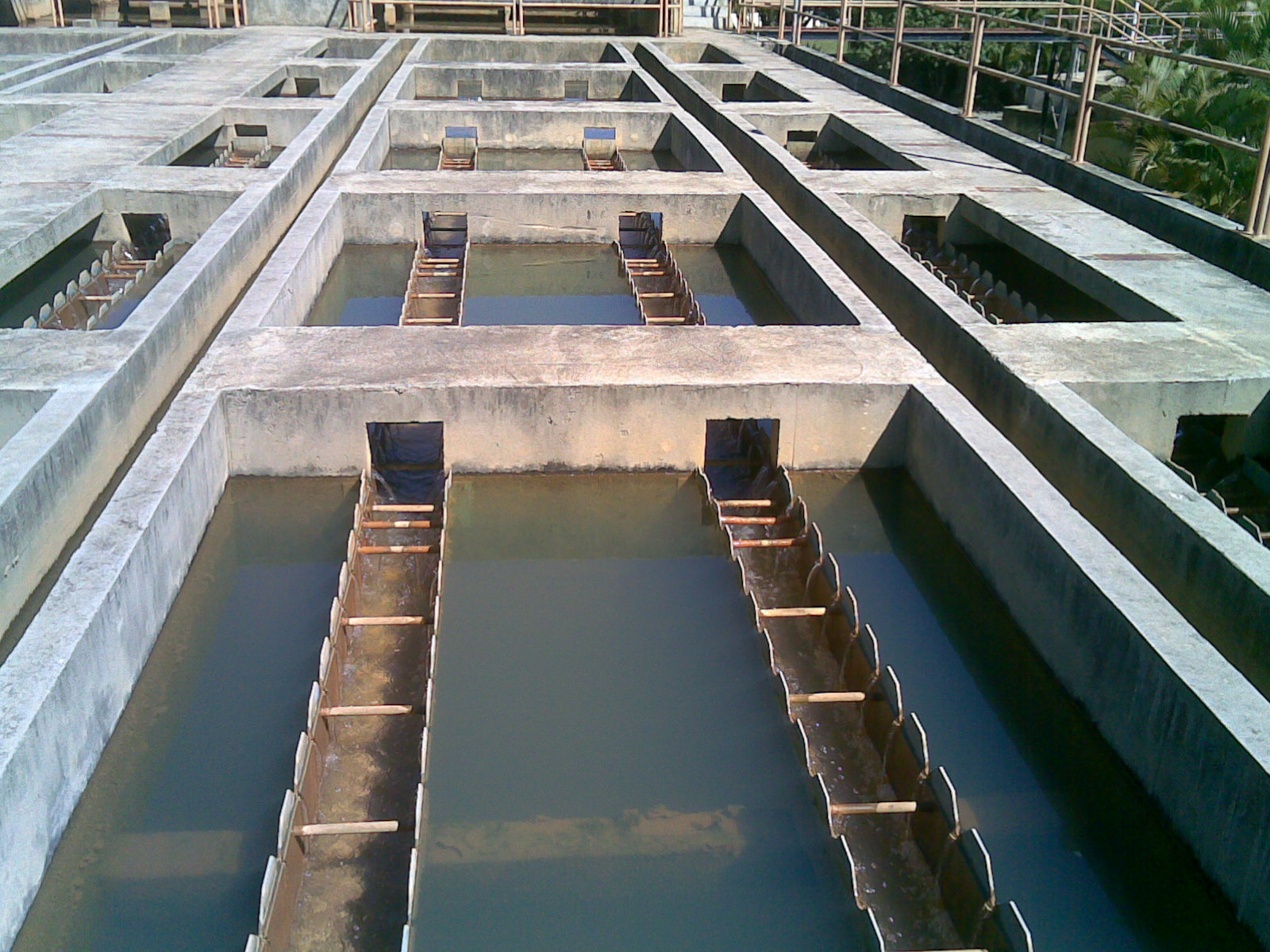
Vasche di sedimentazione rettangolari.

La sedimentazione in fisica è un processo per cui particelle sospese in un fluido si accumulano a causa dell'esistenza di un campo di forza. Questo può essere provocato dalla forza di gravità (sedimentazione per gravità o decantazione), dalla forza centrifuga (sedimentazione centrifuga), o dalla forza elettrica (elettrodecantazione, elettroforesi, dielettroforesi). 

## Sedimentazione per gravità

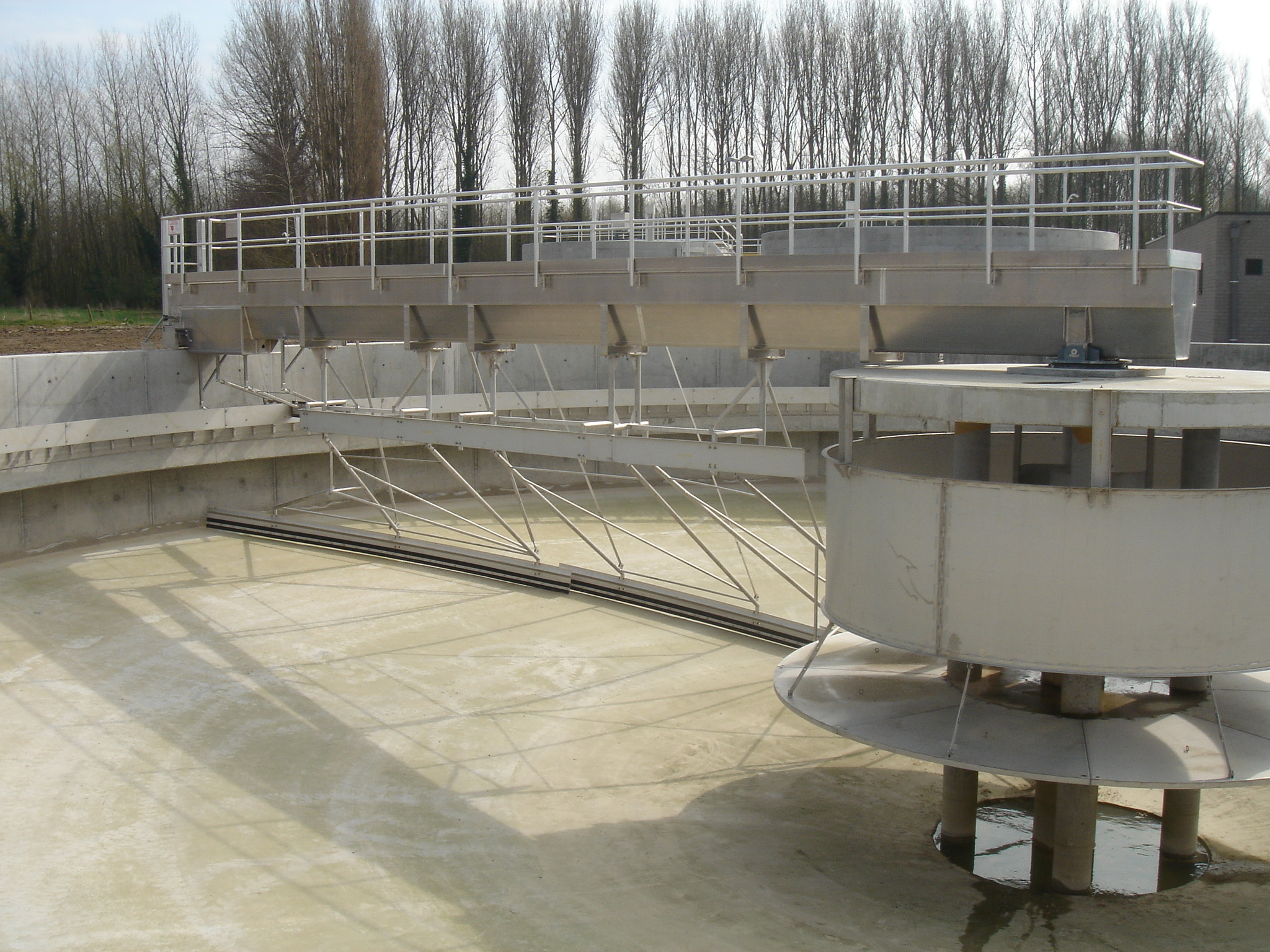
Vasca di sedimentazione circolare per il trattamento delle acque.

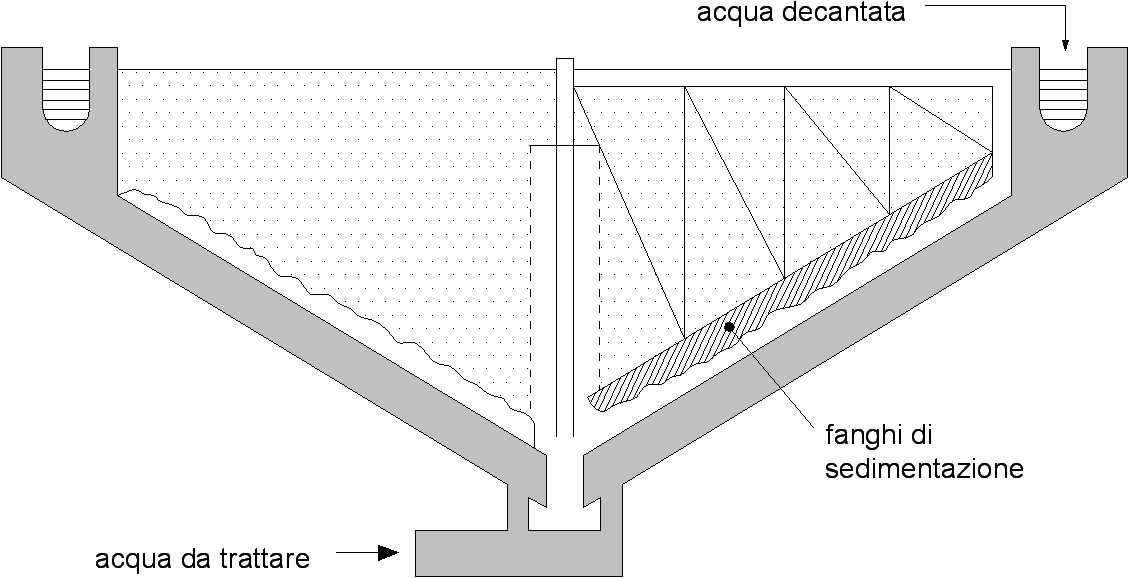
Schema di una vasca di sedimentazione circolare.

La decantazione (o sedimentazione per gravità) è un metodo meccanico di separazione delle fasi che compongono un'emulsione o una sospensione basato sul processo della sedimentazione spontanea.
Questo metodo separa le fasi sfruttando la forza di gravità. Esso risulta quindi tanto più efficace quanto maggiore è la densità delle particelle in sospensione rispetto a quella del liquido che fa da solvente. Un altro parametro che influisce sulla decantazione è la dimensione delle particelle sospese. Più sono piccole meno la decantazione risulta efficace.

### Sedimentazione libera
Per sedimentazione libera si intende la sedimentazione di una singola particella in un fluido puro, in assenza di altre particelle circostanti (ovvero in condizione di diluizione infinita).
Da un punto di vista lagrangiano, si ha un breve intervallo di tempo iniziale in cui la particella accelera, finché non si ha il raggiungimento della velocità terminale di caduta della particella, in corrispondenza della quale la velocità di caduta rimane costante.
La sedimentazione libera avviene in accordo alla legge di Stokes, che predice la velocità terminale di caduta {\displaystyle v_{\infty }} di una particella sferica in un fluido in regime laminare:
{\displaystyle v_{\infty }={\frac {2(\rho _{p}-\rho _{f})r^{2}g}{9\mu }}}
in cui {\displaystyle \rho _{p}} e {\displaystyle \rho _{f}} sono le densità della particella e del fluido, {\displaystyle r} è il raggio della particella, {\displaystyle \mu } rappresenta la viscosità del fluido, e {\displaystyle g} è la costante di accelerazione di gravità della Terra (pari a circa 9,81  ms−2).

### Sedimentazione ostacolata
La sedimentazione di un insieme di particelle in un fluido viene chiamata sedimentazione ostacolata, in contrapposizione alla sedimentazione libera.
Si parla di sedimentazione ostacolata in quanto la velocità di caduta di ogni particella viene ad essere influenzata dalla presenza delle particelle circostanti.
In particolare, per un sistema di particelle di densità uguale e dimensioni variabili tra {\displaystyle r_{min}} e {\displaystyle r_{max}}, se fissiamo la nostra attenzione su una particella di raggio {\displaystyle r_{i}}, la sua velocità terminale di caduta sarà aumentata dalle particelle circostanti di raggio maggiore di {\displaystyle r_{i}}, che hanno un'azione di trascinamento sulla particella in questione, e allo stesso tempo sarà diminuita dalle particelle circostanti di raggio minore di {\displaystyle r_{i}}, che avranno l'effetto di aumentare la viscosità apparente del fluido.

#### Test del cilindro

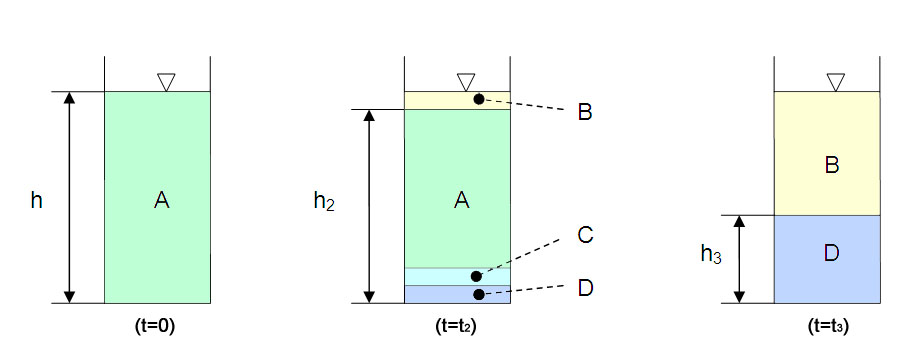
Test del cilindro.
A - liquido da chiarificare; B - liquido chiarificato; C - inizio sedimentazione; D - particelle sedimentate.

Non essendo applicabile la legge di Stokes, nel caso di sedimentazione ostacolata si ricorre al test del cilindro per la misurazione della velocità di caduta dell'insieme di particelle (o velocità di sedimentazione o velocità di settling).
La trattazione seguente è valida se la distribuzione dei diametri delle particelle non è ampia, ovvero se
{\displaystyle d_{p}({max})\leq 6\cdot d_{p}({min})}
in cui {\displaystyle d_{p}} indica il diametro delle particelle da sedimentare, misurabile con un'operazione di setacciatura.
La miscela viene innanzitutto agitata in un recipiente cilindrico, in modo da azzerare eventuali gradienti di concentrazione.
Per effetto dell'azione del campo gravitazionale si creerà un'interfaccia vicino al pelo libero tra miscela liquido-solido (A) e liquido chiarificato (B), mentre le particelle iniziano a sedimentare al fondo del cilindro, creando una zona di inizio sedimentazione (C) e uno strato di particelle sedimentate (D).
Dopo un certo intervallo di tempo, si distingueranno solo due zone: una di liquido chiarificato (B) e una di particelle sedimentate (D).
Si misura l'altezza dell'interfaccia tra liquido chiarificato e le zone sottostanti, ottenendo un diagramma altezza-tempo (h-t), da cui si ricava la velocità di sedimentazione.

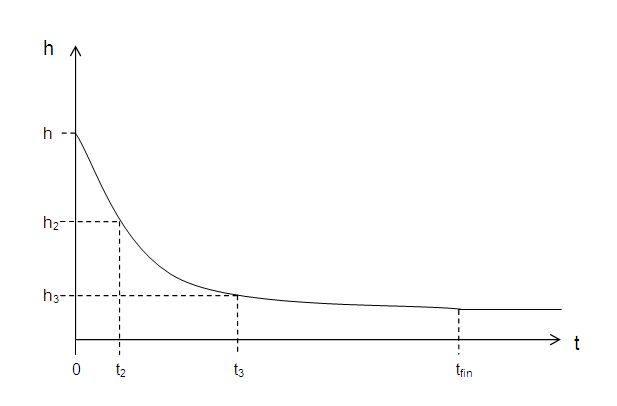
Diagramma h-t relativo ad un test del cilindro per la stima della velocità di sedimentazione.